# Hermann Paucksch
Hermann Paucksch (geboren 13. April 1816 in Landsberg an der Warthe, Königreich Preußen; gestorben 5. März 1899 in Landsberg an der Warthe) war ein deutscher Maschinenbau-Unternehmer.

## Leben

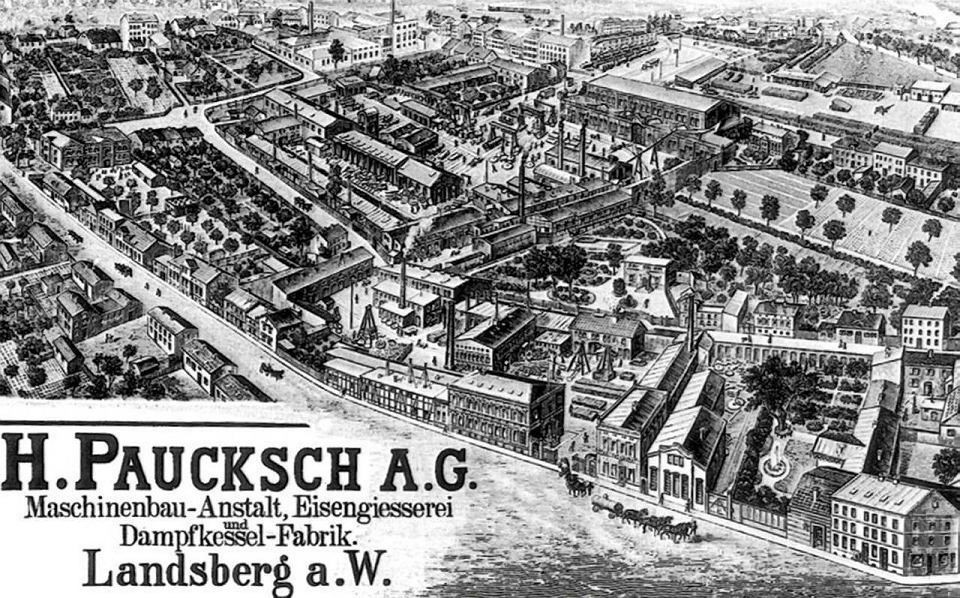
H. Paucksch AG in Landsberg

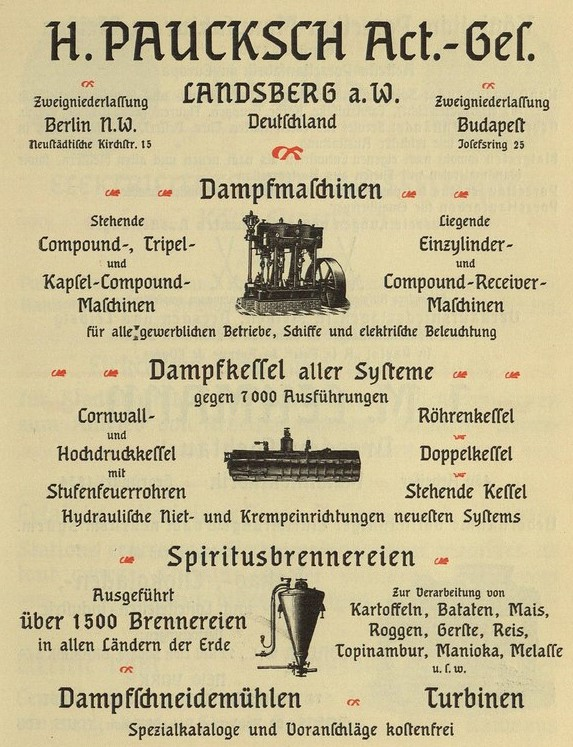
Anzeige der H. Pauksch AG (1900)

Hermann Johann Gottlieb Paucksch war ein Sohn des Drechslermeisters Johann Gottlieb Paucksch und der Dorothea Jabelt. Er wuchs in einfachen Verhältnissen auf und erlernte den Beruf eines Messingarbeiters. Er heiratete und hatte eine kinderreiche Familie. Paucksch gründete 1843 mit seinem Vater eine Maschinenbauwerkstatt, die kontinuierlich wuchs. 1863 nahm er den Berliner Unternehmer Johann Heinrich Freund als Kompagnon auf und produzierte unter anderem Dampfkessel. 1877 erhielt er ein Patent auf einen Maischekessel, 1885 erhielt sein Sohn das Patent auf einen Flammrohrkessel. 1874 richtete er in seinem Unternehmen im Vorgriff auf die Bismarcksche Sozialgesetzgebung eine Renten- und Invalidenkasse ein und stattete sie mit 5000 Talern aus, fortan zahlte das Unternehmen pro Jahr und Beschäftigten 2 Taler in die Kasse ein. 1875 ließ er in Landsberg für sich ein repräsentatives Wohnhaus, die sogenannte Paucksche Villa, errichten. Das Anwesen diente später eine Zeit lang als kommunales Krankenhaus. 1884 wurde sein Sohn technischer Direktor im Unternehmen, das 1889 in eine Aktiengesellschaft umgewandelt wurde. 1892 hatte das Unternehmen 600 Beschäftigte. 1893 kam es zu einem Großbrand auf dem Fabrikgelände. Danach führten die Söhne das Unternehmen.
Um die Jahrhundertwende produzierte das Unternehmen Dampfkessel, Dampfmaschinen, Schiffsdampfmaschinen, Gasmotoren, Dieselmotoren, Turbinen, Transmissionen, Maisch- und Wasserpumpen, Dampfschneidemühlen, komplette Spiritusbrennereien und Trockenanlagen. 1901 lief das erste Passagierschiff auf der an der Warthe errichteten Schiffswerft vom Stapel, bis zur Stilllegung der Werft im Jahr 1916 entstanden dort 63 Schiffseinheiten. 1923 wurde das Unternehmen mit der Waggonfabrik Görlitz fusioniert, 1926 erfolgte die Stilllegung des Werkes in Landsberg. Die Immobilien wurden an die Kommune veräußert.
Paucksch war Abgeordneter in dem nach dem preußischen Dreiklassenwahlrecht gewählten Stadtparlament von Landsberg, die Stadt verlieh ihm ihre Ehrenbürgerwürde. 1896 stiftete Paucksch der Stadt Landsberg einen von Cuno von Uechtritz-Steinkirch entworfenen Brunnen, vom selben Bildhauer kam auch das 1901 an der Warthebrücke aufgestellte Denkmal für Paucksch. Die Statuen wurden als Metallspende des deutschen Volkes im Zweiten Weltkrieg eingeschmolzen. In dem seit 1945 polnischen Gorzów Wielkopolski wurde 1997 mit finanzieller Unterstützung deutscher Vertriebener eine Replik der Brunnenfiguren geschaffen, den Auftrag dafür erhielt die Bildhauerin Zofia Bilińska.

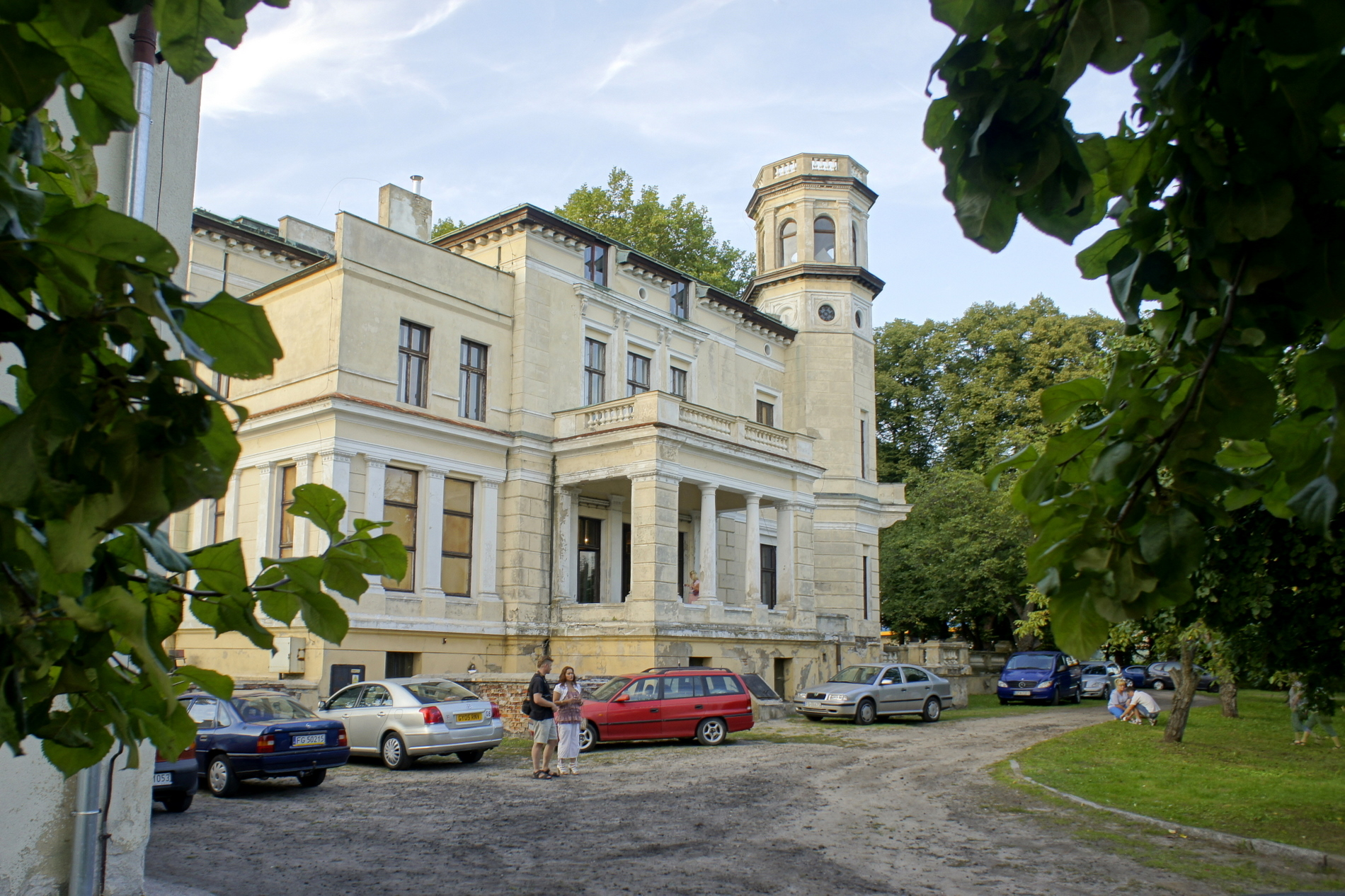
Villa Paucksch (2012)
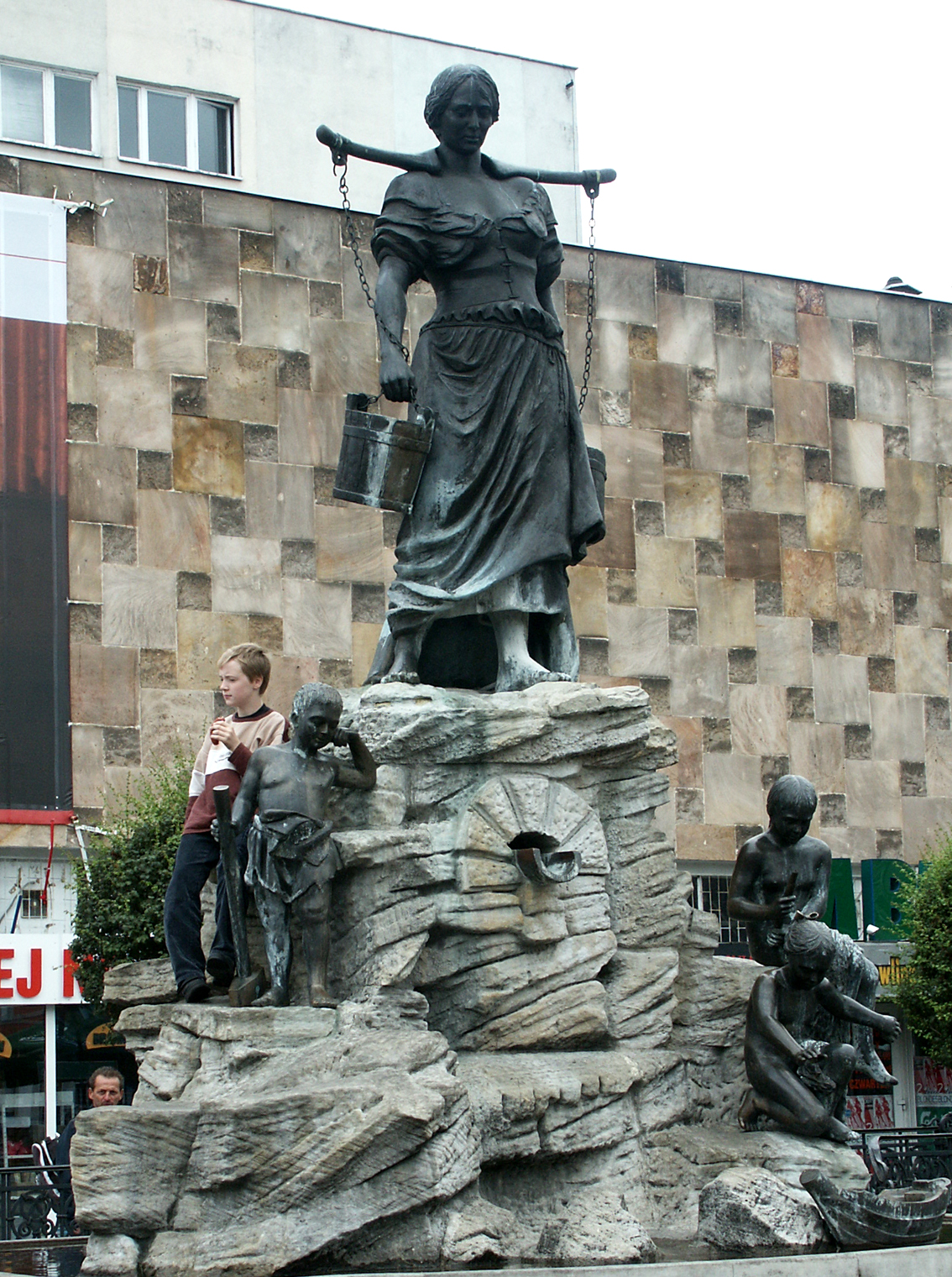
Paucksch-Brunnen (2005)